# Biligeri, Somvarpet
Biligeri là một làng thuộc tehsil Somvarpet, huyện Kodagu, bang Karnataka, Ấn Độ.